# Eisenbahnunfall in der Washington Union Station

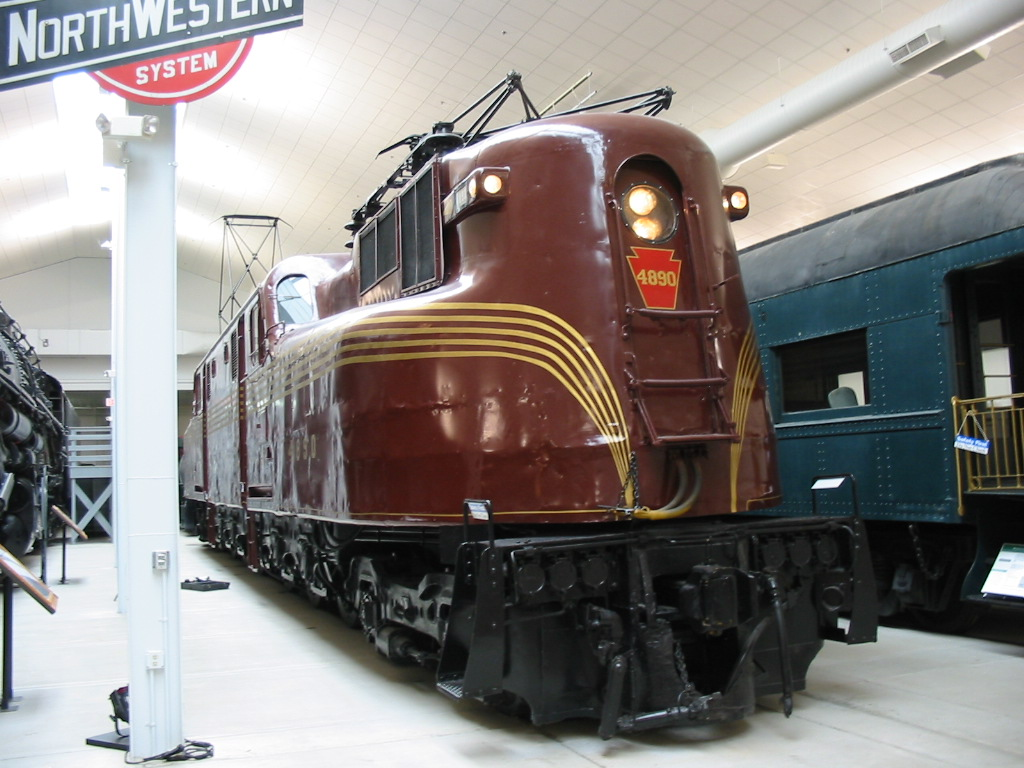
Schwesterlokomotive der Unglückslokomotive (Baureihe GG1)

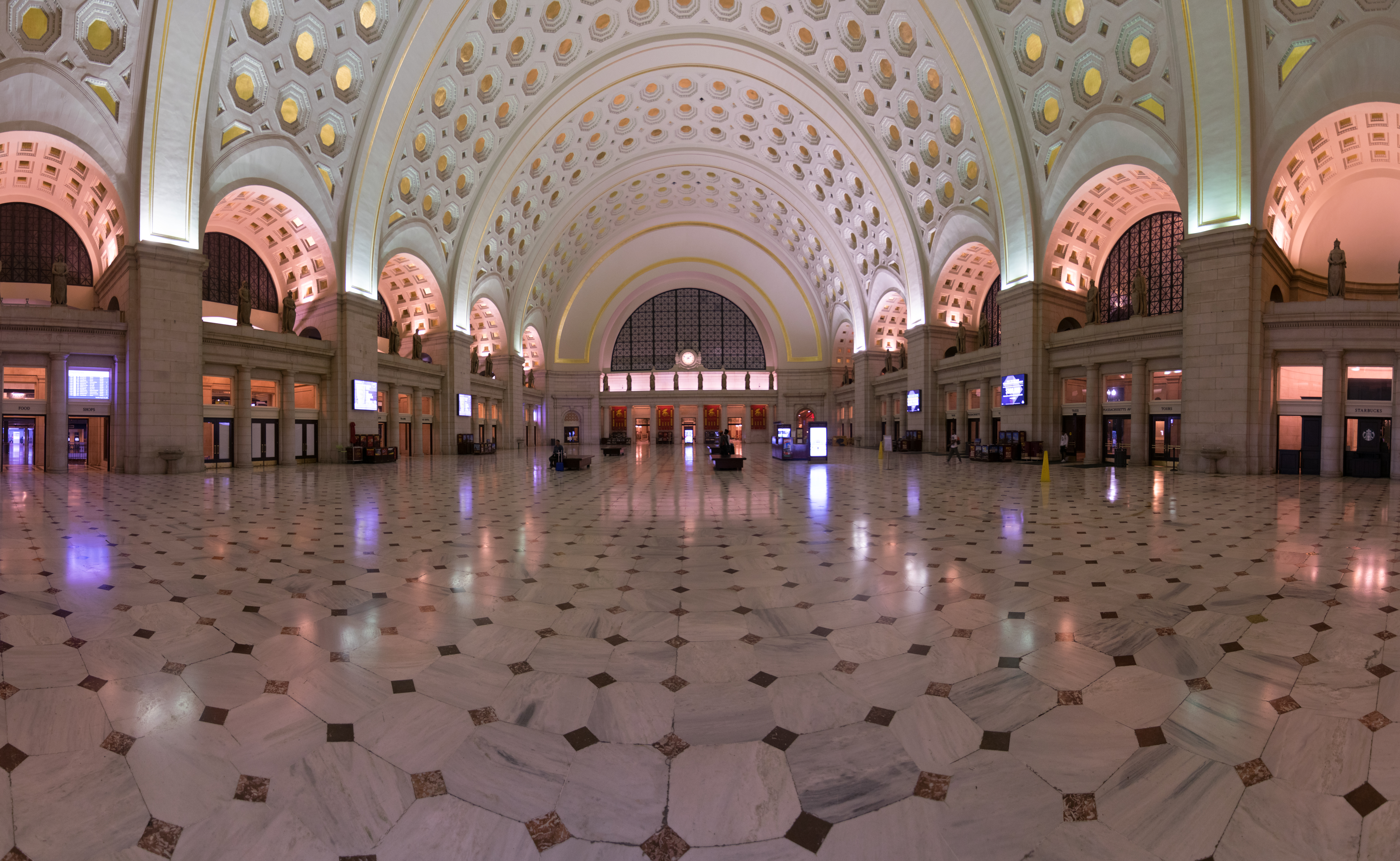
Haupthalle der Union Station in Washington, D.C.: Hier versank die Lokomotive im Keller

Der Eisenbahnunfall in der Washington Union Station wurde durch ein Bremsversagen mit anschließendem Überfahren des Prellbocks durch die Lokomotive am 15. Januar 1953 verursacht.

## Ausgangslage
Die Washington Union Station, der Hauptbahnhof von Washington, D.C., ist ein Kopfbahnhof. Die Einfahrt weist ein leichtes Gefälle auf.
Der Nachtzug von Boston, der Federal Express, der ab New York City von der Pennsylvania Railroad gefahren wurde, endete hier. Er wurde von der Elektrolokomotive Nr. 4876 der Baureihe GG1 gezogen, die etwa 200 Tonnen wog. Der Zug war mit 16 Wagen unterwegs und fuhr vor dem Bremsversagen mit einer Geschwindigkeit von 130 km/h.

## Unfallhergang
Als der Lokomotivführer etwa drei Kilometer vor dem Bahnhof den Bremsvorgang einleiten wollte, stellte er fest, dass zwar die Bremsen der Lokomotive und einiger Wagen angelegt hatten, der Zug aber kaum verzögerte. Die spätere Untersuchung der Interstate Commerce Commission (ICC) ergab, dass der Luftabsperrhahn der Hauptluftleitung am dritten Wagen geschlossen war. Bei den 13 Wagen, die sich hinter dem Absperrhahn befanden, legten die Bremsen nicht an. Die Fehlstellung des Absperrhahns beruhte auf einem Konstruktionsfehler, der dazu führte, dass ein Teil der Kupplung gegen den Griff des Hahns schlug und ihn verschloss.
Per Funk alarmierte der Lokführer den Bahnhof, als er das Bremsversagen feststellte, so dass es gelang, alle Personen von den Bahnsteigen und aus dem Gefahrenbereich in der Haupthalle zu evakuieren. In der Haupthalle gelang es einem einzelnen Eisenbahner durch Zuruf, innerhalb der letzten 30 Sekunden alle Menschen aus dem Gefahrenbereich zu bringen. Im Übrigen ließ der Fahrdienstleiter den Zug wie geplant in Gleis 16 einfahren.
Der Lokführer versuchte noch, mit den Bremsen der Lokomotive und denen der drei ersten Wagen die Geschwindigkeit zu verringern. Augenzeugen berichteten, dass der Zug Funken sprühend mit weit überhöhter Geschwindigkeit alle Weichen des Gleisvorfelds passierte, ohne dass ein Wagen entgleiste. Die anschließende Untersuchung ergab, dass die Bremsbeläge der ersten drei Wagen völlig abgeschliffen waren und die Räder der Lokomotive 8 cm lange Flachstellen aufwiesen.
Als die Lokomotive um 8:38 Uhr auf den Prellbock traf, hatte sie noch eine Geschwindigkeit von 60 bis 80 km/h. Sie überfuhr den Prellbock und den Querbahnsteig, auf dem sich das Büro des Bahnhofsvorstehers und der größte Zeitungsladen des Bahnhofs befanden. Beide wurden zerstört. Die Lokomotive durchbrach die dahinter liegende Mauer und gelangte so in die Haupthalle. Deren Fußboden war für ein solches Gewicht nicht ausgelegt, so dass die Lokomotive durch den Boden brach und im Kellergeschoss in der Gepäckabfertigung liegen blieb – etwa in der Mitte des Bereichs, in dem sich heute der „Food Court“ befindet.

## Folgen
Erstaunlicherweise gab es bei dem Unfall keinen Toten und für die Reisenden der letzten Personenwagen fühlte sich der Unfall nur wie ein zu scharfes Bremsen an. Der Lokführer und sein zweiter Mann auf der Maschine entstiegen sofort – unverletzt – der Lokomotive und den auf sie gefallenen Gebäudetrümmern.
Die Interstate Commerce Commission empfahl, alle baugleichen Wagen stillzulegen, bis durch eine technische Anpassung ausgeschlossen war, dass die Kupplung gegen den Griff des Luftabsperrhahns schlagen konnte.
Der Unfall wurde als Vorlage für das Finale des Films Trans-Amerika-Express (1976) verwendet.

## Aufräumarbeiten
Fünf Tage nach dem Unfall stand die Amtsübernahme des neuen Präsidenten der Vereinigten Staaten, Dwight D. Eisenhower, an. Der Schaden in der Union Station konnte bis dahin nicht behoben, nicht einmal die Lokomotive geborgen werden. Es wurde zunächst innerhalb von zwei Tagen eine provisorische Holzdecke als Boden in der Bahnhofshalle eingezogen.
Nachdem die Feierlichkeiten vorbei waren, wurde die Lokomotive in drei Segmente zerlegt und so nach zwei Wochen geborgen. Dieses Vorgehen musste gewählt werden, weil die Lokomotive in der Gepäckabfertigung von keinem Kran am Stück hätte gehoben werden können. Eine Verschrottung mit Ersatz durch einen Neubau wurde vom Versicherer der Lokomotive, der Lloyd’s of London, ausgeschlossen, da dies teurer als eine Reparatur gewesen wäre.
Die 4876 konnte bis zum Oktober 1953 wieder repariert werden und stand noch fast weitere drei Jahrzehnte im Dienst. Erst 1981 wurde sie ausgesondert. Anschließend gelangte sie in die Sammlung des Baltimore and Ohio Railroad Museums in Baltimore. Die Maschine ist dort aber nicht ausgestellt, da sie zuvor restauriert werden müsste.

## Einordnung des Ereignisses
Unfälle durch Bremsversagen versucht die Eisenbahn mit der Durchführung von Bremsproben zu verhindern. Teil der Bremsprobe ist die Prüfung der Durchgängigkeit der Hauptluftleitung. Leider kommt es immer wieder zu Unfällen, weil die Bremsprobe nicht richtig durchgeführt wurde. Seltener sind Ereignisse, wo zwar die Bremsprobe richtig durchgeführt wurde, aber die Hauptluftleitung nach der Abfahrt des Zuges unterbrochen wurde und zwar ohne den von der Lokomotive abgetrennten Teil zu entlüften, wie das bei einer Zugtrennung automatisch geschieht.
Zu dieser Gruppe gehört der Unfall von Washington, genauso wie der Eisenbahnunfall von Kendal, Jamaika, 1957.
In Europa ereignete sich ein vergleichbarer Unfall beim Eisenbahnunfall von Braz 2010 an der Arlbergbahn: bei der Talfahrt eines Güterzuges mit Neuwagen wurde eine Bremskupplung durch im Gleis liegende Schienen so unglücklich abgeschlagen, dass der Schlauch der Hauptluftleitung abgeknickt wurde und sich im Untergestell des Güterwagens des hinteren Zugteils verkeilte. Da die Luft des hinteren Zugteils in der Hauptluftleitung eingeschlossen war, kam es nicht zu einer Schnellbremsung. Der Zug entgleiste in einer Kurve vor Braz.